# キャッツ・イン・ブーツ
キャッツ・イン・ブーツ（Cats In Boots）はアメリカ合衆国で結成された日本人・アメリカ人混合のロック・バンド。アメリカのレーベルであるキャピトル・レコードと契約し、日本では東芝EMI（現在のEMIミュージック・ジャパン）の洋楽系部門と契約していた。

## 来歴
当時ジェイル大橋と名乗っていた大橋隆志は1987年1月に聖飢魔IIを脱退、高校生時代に在籍していた Nova というバンドでベーシストを務めていた畑江康弘を伴って1987年後半に渡米、ロサンゼルスにてメンバーを募集する。応募者の中からジョエル・エリスとマイク・テラーナを加入させるがテラーナは1か月で脱退、エリスの紹介でランディ・メアースが加入してデビュー時のラインナップが完成する。
翌1988年5月に6曲入りEP『DEMONSTRATION＜EAST MEETS WEST＞』をリリース、日本ツアーを行う。この成果としてレーベル数社から契約を打診されるがこれを全て拒否。アメリカへ戻ってEMI傘下のキャピトル・レコードとアルバム8枚・契約金100万ドルという大きな契約を果たす。
デビュー・アルバム『KICKED & KLAWED』は1989年10月にリリース。ビデオはMTVで頻繁に放送され、ラジオ各局のチャートでも上位に入るなど勢いを持ってアメリカ・ツアーを行うが、メンバー間の問題が発生するなどし、ツアー終了後の1990年4月に解散した。
解散後も大橋がエリスのソロ・アルバムに参加したほか、Ellis/O'hashi 名義で映画のサウンドトラックへ楽曲を提供するなど緩やかな関係はその後も続いている。

## メンバー
- 大橋隆志 Takashi "Jam" O'hashi - ギター
- ジョエル・エリス Joel Ellis - ボーカル
- 畑江康弘 Yasuhiro "Butch" Hatae - ベース
- ランディ・メアース Randii Meers - ドラム

## ディスコグラフィ

### アルバム
- デモンストレーション - イースト・ミーツ・ウエスト - DEMONSTRATION＜EAST MEETS WEST＞（1988年）
- キックト・アンド・クロード - KICKED & KLAWED（1989年）
- Ellis/O'Hashi 1993-1995 Last Works（1999年）

### シングル
- ヘヴン・オン・ア・ハートビート - Heaven On A Heartbeat（1988年） ［Rockin'f 付録ソノシート］
- ショット・ガン・サリー - Shot Gun Sally（1989年）